# Innocenzo di Verona
Innocenzo (Verona, ... – 445) è stato vescovo di Verona dal 429 al 445. È venerato come santo dalla Chiesa cattolica.